# Resistógrafo

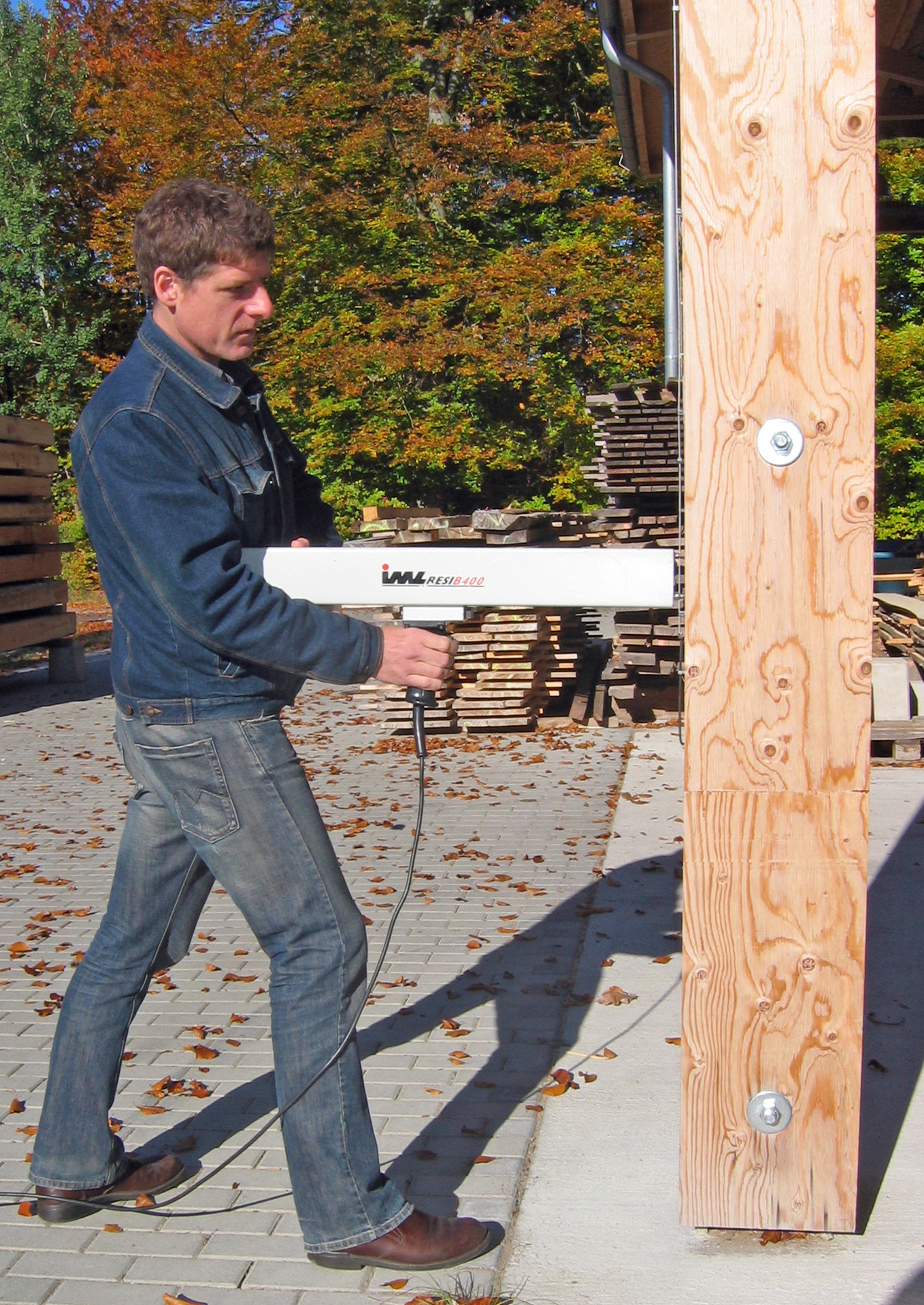
Investigação edifício por Resistograph

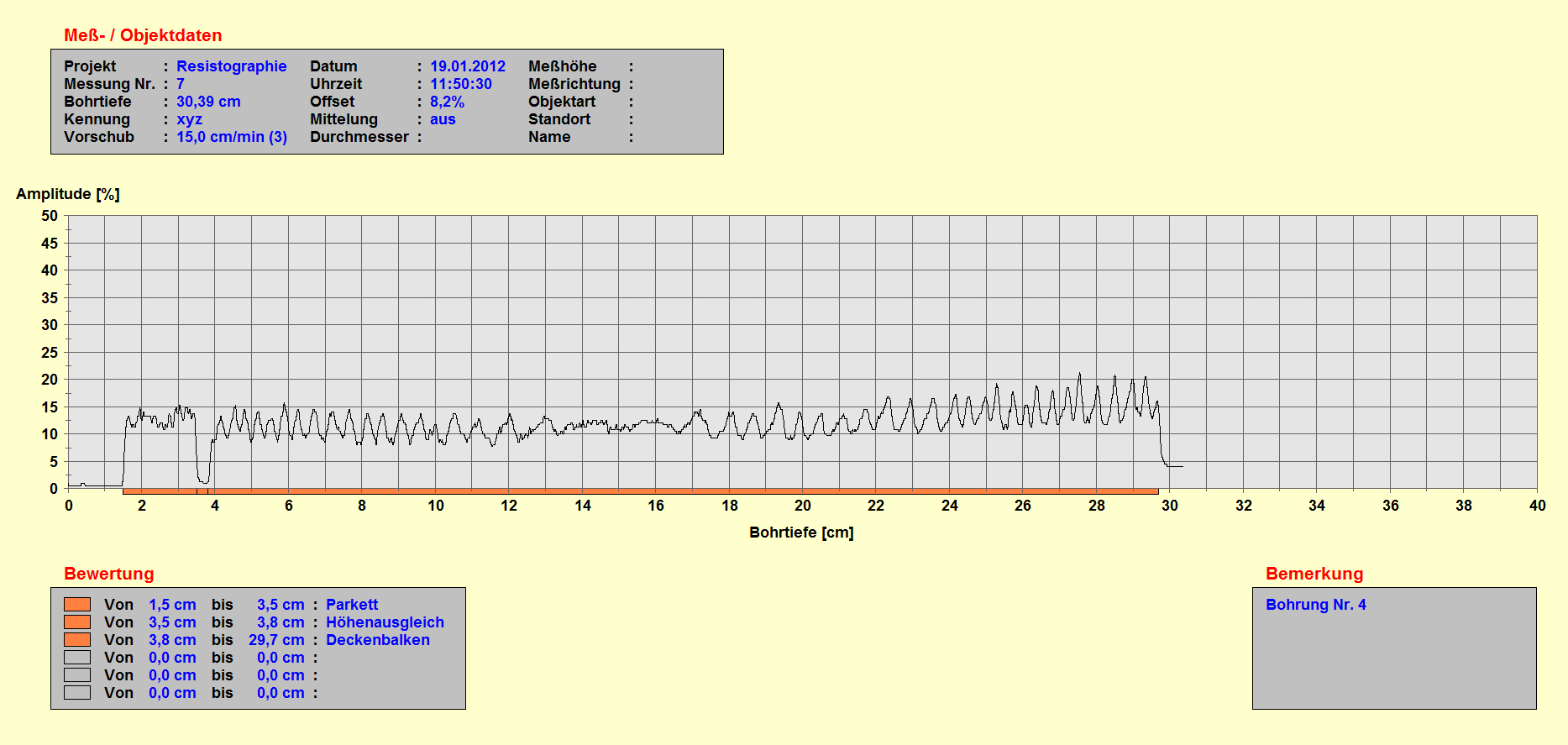

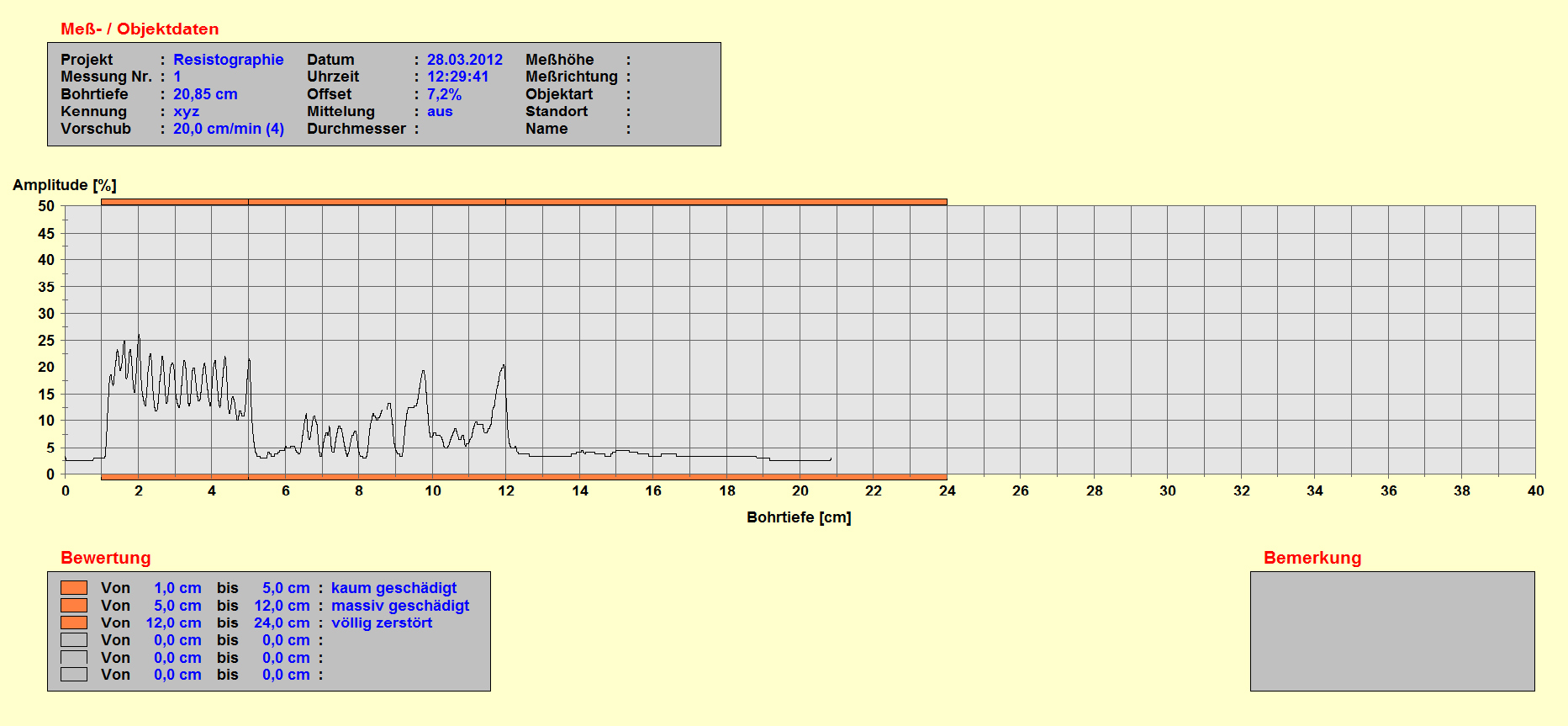

Resistógrafo ou resistograph é um equipamento que mede a resistência da madeira à penetração de uma haste.
O resistógrafo foi desenvolvido na Alemanha, com a finalidade de executar análises em condições de campo do lenho das árvores, postes e estruturas de madeira.
A princípio, o resistógrafo tem como objetivo criar um sistema de medição easy-to-use, robusto e preciso para detectar defeitos internos na madeira. O método é baseado na medida da resistência da madeira à penetração de uma agulha inserida com movimentação constante em uma árvore.